# Alchemilla calviformis
Alchemilla calviformis é uma espécie de rosácea do gênero Alchemilla, pertencente à família Rosaceae.